# Бодуэн VI (граф Фландрии)
Бодуэ́н VI (также Бодуэн Миролюбивый и Балдуин VI; фр. Baudouin VI de Mons; около 1030 — 17 июля 1070, аббатство Аннон) — граф Эно с 1051 года и граф Фландрии с 1067 года из Первого Фландрского дома.

## Биография

### Правление
Бодуэн VI был сыном сын графа Бодуэна V Фландрского и дочери короля Франции Роберта II Благочестивого Адели.
В 1045 году император Священной Римской империи Генрих III временно передал Бодуэну VI маркграфство Антверпен, ранее утраченное Бодуэном V во время войны с императором.
В 1051 году Бодуэн VI по настоянию отца женился на графине Эно Рихильде, вдове графа Германа. Несмотря на протест императора, Бодуэн завладел графством, а также входившими в него на тот момент графством Монс, маркграфством Валансьен и южной частью ландграфства Брабант. Из-за близкого родства супруги были отлучены от церкви епископом Камбре Энгельбертом, но затем папа римский Лев IX дал согласие на брак. Двое детей Рихильды от Германа были лишены наследства отца; его сын Роже в 1066 году стал епископом Шалона, а дочь ушла в монастырь.
После смерти отца в 1067 году Бодуэн VI объединил Фландрию и Эно, где правил три года до своей смерти в 1070 году. Как граф Эно, Бодуэн признал между 1066 и 1070 годами гильдию в Валансьене. Он восстановил аббатство Анон, где впоследствии и был похоронен. Начало его правление было отмечено основанием аббатства Граммон (Герардсберген), которое получило льготы в 1068 году.
Зная, что он болен, Бодуэн созвал совет в Ауденарде, на котором принял решение поставить двух малолетних сыновей — Арнульфа и Бодуэна — под опеку матери, причём в случае смерти одного из его сыновей, другой должен был ему наследовать. Перед смертью ему удалось передать свои земли старшему сыну Арнульфу III. Также он попросил своего брата Роберта Фризского защищать своих детей. Он умер вскоре после этого, 17 июля 1070 года.
Правление Бодуэна VI ознаменовало себя периодом внутреннего и внешнего мира. Несмотря ни на все меры предосторожности, ранняя смерть Бодуэна родила династические споры. Уже 22 февраля 1071 года Арнульф III был убит в борьбе со своим дядей Робертом Фризским в битве при Касселе вместе с графом Херефорда Уильямом Фиц-Осберном, а Роберт узурпировал власть во Фландрии. Младший сын Бодуэна VI, Бодуэн II, стал графом Эно после гибели Арнульфа.

### Семья
Жена (с 1051 года): Рихильда из Эно (умерла 15 марта 1087, Месин, похоронена в аббатстве Анон), вдова графа Эно Германа. Дети от этого брака:
- Арнульф III (1054, Бавинхоф — 22 февраля 1071) — граф Фландрии и граф Эно с 1070 года
- Бодуэн II (1056—1098, после 8 июня) — граф Эно с 1071 года
- Агнес (умерла в 1071 году или позднее)[2].